# Lampona bunya
Lampona bunya is een spinnensoort uit de familie Lamponidae. De soort komt voor in Queensland.